# Újezd u Plánice
Újezd u Plánice è un comune della Repubblica Ceca facente parte del distretto di Klatovy, nella regione di Plzeň.